# Metastrongylus elongatus
Metastrongylus elongatus är en rundmaskart. Metastrongylus elongatus ingår i släktet Metastrongylus, och familjen Metastrongylidae. Arten är reproducerande i Sverige.